# Shoshone (Idaho)
Shoshone – miasto w Stanach Zjednoczonych, w stanie Idaho, siedziba administracyjna hrabstwa Lincoln.